# Tương tác điện yếu
Trong vật lý hạt, thuyết điện yếu là sự mô tả thống nhất của hai trong bốn tương tác cơ bản của tự nhiên được biết đến: tương tác điện từ và tương tác yếu. Dù hai tương tác này có vẻ rất khác biệt với nhau ở năng lượng thấp tầm thường, nhưng thuyết này mô phỏng chúng như là hai khía cạnh của cùng một lực. Ở năng lượng cao hơn năng lượng thống nhất – khoảng 100 GeV – chúng hợp nhất thành lực điện yếu. Điều này có nghĩa là nếu vũ trụ đủ nóng (khoảng chừng 1015 K, mà ngay sau Vụ Nổ Lớn vũ trụ đã có nhiệt độ cao hơn) thì lực điện từ và lực hạt nhân yếu sẽ hợp nhất thành lực điện yếu liên hợp. Trong kỷ nguyên điện yếu, lực điện yếu tách ra khỏi lực hạt nhân mạnh, còn trong kỷ nguyên quark lực điện yếu chia rẽ thành lực điện từ và lực hạt nhân yếu.
Abdus Salam, Sheldon Glashow và Steven Weinberg giành Giải Nobel Vật Lý năm 1979 với đóng góp về thống nhất tương tác yếu và điện từ giữa hạt cơ bản. Sự tồn tại của tương tác điện yếu được thực nghiệm xác minh trong hai đợt. Đợt thứ nhất là sự khám phá của dòng trung hoà trong sự tác xạ neutrino bởi nhóm Gargamelle năm 1973. Đợt thứ hai là nhóm UA1 và UA2 khám phá boson chuẩn W và Z trong va chạm proton-phản proton tại Super Proton Synchrotron năm 1983. Năm 1999, Gerardus 't Hooft và Martinus Veltman đoạt Giải Nobel Vật Lý với công trình chứng minh tính tái chuẩn hoá của thuyết điện yếu.